# 白恩培
白恩培（1946年9月—），乳名珍琦，男，漢族，陕西清涧人，中华人民共和国政治人物。西北工业大学航海设备与自动控制系毕业，工程师。曾于1973年6月加入中国共产党，是中共第十三、十四届中央候补委员，第十五、十六、十七届中央委员；先后在内蒙古、青海、云南等省级行政区担任主要领导职务。
2014年8月29日，中共中央纪律检查委员会对外宣布，白恩培涉嫌严重违纪违法正在接受组织调查；经过中共中央纪委的立案审查，2015年1月13日，中共中央纪委宣布，白恩培因涉嫌利用职务便利，为他人谋取利益、收受巨额受贿，经中共中央纪委报中共中央批准，决定开除其中共党籍、公职，并移送司法机关依法处理。同日，最高人民检察院经审查决定以涉嫌受贿罪对白恩培立案侦查并采取强制措施。
2016年10月9日，河南省安阳市中级人民法院宣判，白恩培犯受贿罪、巨额财产来源不明罪，被判处死刑，缓期二年执行，剥夺政治权利终身，并处没收个人全部财产，在其死刑缓期执行二年期满依法减为无期徒刑后，终身监禁，不得减刑、假释。对白恩培受贿所得财物和来源不明财产予以追缴，上缴国库。白恩培是中华人民共和国刑法第九修正案实施后，第一个因贪污、受贿数额特别巨大，并使国家和人民利益遭受特别重大损失而被判处死缓，减刑后终身监禁的副部级以上官员。

## 生平

### 早年与教育经历
白恩培在出生于陕北清涧袁家沟村；读完小学后，十几岁时就离开家乡。1965年考入自西北工业大学航海设备与自动控制系学习，1970年毕业。

### 职业早期
1970年毕业后，被安排到陕西省军区独立师农场劳动锻炼；1972年，调入刚刚创办的延安市柴油机厂工作。白恩培曾在这家地方国有企业前后工作11年；历任车间调度员、技术员，厂革委会副主任，副厂长、厂长，厂党委副书记等职。1983年2月，被调到当时延安地区最大的企业延安卷烟厂，任厂长、兼党委副书记。

### 陕西省
1980年代初，中共推行“干部年轻化”的政策。既有学历、又懂技术的青年厂长白恩培，被立为培养对象。1983年9月，时年37岁的白恩培出任中共延安地区委员会副书记；两年后，升任地委书记。1987年，在中共十三大上，作为革命圣地延安的“第一把手”，白恩培当选候补中央委员。

### 青海、内蒙古、云南
1990年5月，白恩培离开家乡，在青海省以及边境省份内蒙古、云南工作；历任中共内蒙古自治区党委常委、组织部部长，自治区委副书记；中共青海省委副书记，副省长、代理省长，省长，省委书记、兼人大常委会主任；2001年10月起，担任中共云南省委书记，后又兼任云南省人大常委会主任。 2011年8月，因年龄到限，白恩培卸任云南省的领导职务； 8月28日，在第十一届全国人大常委会第二十二次会议上，被增补为全国人大环境与资源保护委员会副主任委员。2013年3月，当选第十二届全国人大常委会委员，继续担任环境与资源保护委员会副主任委员。

### 落马
2014年8月29日，中共中央纪律检查委员会透过官方网站宣布，白恩培因涉嫌严重违纪违法，目前正接受组织调查。据《财经》发表的《刘汉朋友圈》一文，白恩培与刘汉关系密切。也有媒体曝出白恩培与2014年7月受处分的原中共昆明市委书记张田欣过从甚密。据媒体披露，2001年时任中共四川省委书记的周永康在调任中央前，曾致电白恩培照顾其子周滨公司旗下的矿产生意。2014年9月26日，云南省第十二届人大常委会第十二次会议决定罢免其第十二届全国人民代表大会代表职务。11月1日，全国人大常委会发布公告，称“依照选举法等有关法律的规定，白恩培的第十二届全国人民代表大会常务委员会委员、全国人民代表大会环境与资源保护委员会副主任委员职务相应撤销”。
2015年1月13日，中纪委发布信息，白恩培严重违纪违法被开除党籍和公职。经查白恩培利用职务上的便利为他人谋取利益，收受巨额贿赂，涉嫌犯罪，移送司法机关。据港媒《明报》报导，在2015年3月4日的全国政协侨联小组会上，香港宣威集团董事长浦江在谈到白恩培时说：“（白恩培）家中查到37个亿呀，外面才报一、两个亿！”
2016年6月16日，河南省安阳市中级人民法院公开审理白恩培受贿、巨额财产来源不明一案，他被控受贿2.4676亿人民币，另有巨额资产不能说明来源，当庭认罪。
2016年10月9日，河南省安阳市中级人民法院宣判，白恩培犯受贿罪、巨额财产来源不明罪，被判处死刑，缓期二年执行，剥夺政治权利终身，并处没收个人全部财产，在其死刑缓期执行二年期满依法减为无期徒刑后，终身监禁，不得减刑、假释。对白恩培受贿所得财物和来源不明财产予以追缴，上缴国库。
2016年10月17日，白恩培出现在反腐题材系列电视专题片《永远在路上》第一集《人心向背》中。

## 家族
祖父：白玉才，与曾任中共山东省委第一书记的白如冰、与前中共江西省委第一书记白栋材是堂兄弟。
父亲：白炳信，最高官职是西安草滩农场党委副书记。
大伯父：白治民，曾任中共福建省委书记。
妻子（第二任）：张慧清，人称“张姐”，从一名招待所服务员升任云南电网公司党组书记正厅级干部，但讲话常跑题、口误百出，饱受诟病。在云南，当时流传着一句话：有事找“张姐”，在云南没有“张姐”办不了的事。而张慧清曾向商人索要价值1500万元人民币的手镯。2014年10月17日被撤销云南省第十一届省政协常委、委员资格。

## 艺术形象
在路遥的小说《平凡的世界》中，曾任地委书记和省委副书记的田福军的原型之一被认为是白恩培。